# 商号权
商號權（英文：Business Name Rights、Trade Name Rights）或稱商號名稱權、商業名稱權、公司名稱權是指公司法人所註冊的代表名稱可以決定變更、使用、授權、轉讓、繼承，具有排他權(專用權)，被視為無形資產(商譽)和智慧財產權。主要為了維護商業正當秩序、維護良性公平競爭、保護公司法人避免發生權益受損、保護公眾避免發生混淆誤認和欺罔。